# Colobocarpos nanus
Colobocarpos nanus är en törelväxtart som först beskrevs av François Gagnepain, och fick sitt nu gällande namn av Hans-Joachim Esser och P.C.van Welzen. Colobocarpos nanus ingår i släktet Colobocarpos och familjen törelväxter. Inga underarter finns listade i Catalogue of Life.